# إلكترو-موتيف ديزل
شركة بروجريس ريل لوكوموتيف (بالإنجليزية: Progress Rail Locomotives)‏ تُمارس نشاطها حاليًا تحت اسم إلكترو-موتيف ديزل (بالإنجليزية: Electro-Motive Diesel)‏ هي شركة أمريكية تابعة لشركة بروجريس ريل المملوكة لمجموعة كاتربيلر، تعمل في مجال تصنيع محركات وجرارات السكك الحديدية، أنشأت سنة 1922، ويقع مقرها الرئيسي في مدينة لا غرانت، بولاية إلينوي الأمريكية.

## وصلات خارجية
- الموقع الرسمي للشركة.